# Viszajan-szigetek
A Viszajan-szigetek (viszajan nyelven: Kabisay-an, angol: Visayan, Visayas) a Fülöp-szigetek középső részét alkotó szigetcsoport, a két fő sziget, Luzon és Mindanao között. 
Három fő régióra osztható:
- Nyugat-Visayan (6 tartomány: Aklan, Antique, Capiz, Guimaras, Iloilo, Negros Occidental; 7,11 millió lakos)
- Közép-Visayan (4 tartomány: Bohol, Cebu, Negros Oriental, Siquijor; 5,40 millió lakos)
- Kelet-Visayan (6 tartomány: Biliran, Leyte, Dél-Leyte, Kelet-Samar, Észak-Samar, Samar; 4,23 millió lakos)

Legnagyobb szigetei: Bohol, Cebu, Leyte, Masbate, Negros, Panay és Samar. 

## Fordítás
Ez a szócikk részben vagy egészben  a   Visayas című német Wikipédia-szócikk fordításán alapul.  Az eredeti cikk szerkesztőit annak laptörténete sorolja fel. Ez a jelzés csupán a megfogalmazás eredetét és a szerzői jogokat jelzi, nem szolgál a cikkben szereplő információk forrásmegjelöléseként.